# به وقت طلاق (فیلم)
به وقت طلاق فیلمی به کارگردانی و نویسندگی حسن حجگذار و تهیه‌کنندگی پیمان راد ساختهٔ سال ۱۳۹۷ است.

## خلاصه داستان
خانه‌های سرد و بی فرزند، فراتر از شکوه و عظمت یک رؤیا، باران می‌بارد، زوج‌ها و خانه‌های سرد بر سر باران در زیر باران درگیر می‌شوند. شاهرخ راضی است و پروانه ناراحت است، داستان آنجا، هتل رؤیایی، همه را با خود می‌برد، حالا پروانه از باران راضی است و شاهرخ در آستانه فریب ناراضی است که باران بیاید یا ناید، بسته به این در مرزی که او ساخته و پرداخته‌است

## بازیگران
- پوریا پورسرخ[۷]
- خاطره حاتمی[۸]
- پرستو صالحی[۹]
- رامین پرچمی
- رضا رویگری
- فرج‌الله گل سفیدی[۱۰]